# Полемей (сын Филиппа)
Полемей или Птолемей (др.-греч. Πτολεμαῖος; IV век до н. э.) — военачальник Александра Македонского, предположительно брат Антигона. В битве при Гранике он руководил передовым отрядом конницы, который начал сражение. Впоследствии Александр назначил Полемея стратегом Карии. В этой должности он завершил осаду Галикарнаса.
Сведения о жизни Полемея фрагментарны, носят предположительный характер.

## Биография
Согласно данным эпиграфики отцом племянника Антигона Полемея был Полемей. Диодор Сицилийский писал, что племянник Антигона Полемей похоронил отца в 313 году до н. э. Исходя из вышеизложенного остаётся открытым вопрос был ли Полемей братом либо шурином Антигона. Арриан упоминает Птолемея, сына Филиппа. Если отождествить этого Птолемея с отцом Полемея, то он будет братом Антигона, отцом которого был Филипп. Ещё по одной версии, у Полемея мог быть ещё сын Филипп, упомянутый в одной из делосских посвятительных надписей. Ещё одним вероятным сыном Полемея является племянник Антигона Диоскурид, чей патронимик в античных источниках не указан.
Возможно, по мнению Р. Биллоуза, этот Полемей упомянут в одной из надписей времени правления Кассандра, согласно которой он получил в дар от Александра поместье в Спартоле, городе в Боттике. Данное утверждение, по мнению В. Хеккеля, является спекулятивным.
В битве при Гранике в 334 году до н. э. Птолемей руководил илой гетайров из Аполлонии Сократа. Во время сражения это подразделение оказалось впереди всей конницы и первым вступило в сражение. Согласно Г. Берве, Птолемея можно отождествить с личным телохранителем-соматофилаком Александра Птолемеем, который погиб во время осады Галикарнаса в 334 году до н. э., либо со стратегом Карии. Так как Полемей, отец Полемея, умер в 313 году до н. э., то первая версия является невероятной.
В Карии Александр назначил Полемея стратегом Карии и оставил во главе 3000 наёмников и 200 всадников завершить осаду двух цитаделей Галикарнаса, где продолжал оказывать сопротивление гарнизон под командованием Оронтобата. Возможно, что стратегом Карии стал не Птолемей, сын Филиппа, а некий его тёзка. Однако в историографии преобладает мнение о тождественности Полемея, сына Филиппа, и Птолемея-стратега Карии. На должности стратега Полемей должен был воспрепятствовать возможным попыткам противника вернуть себе Карию. Назначение Полемея стратегом Карии привело к появлению в историографии гипотезы о том, что Александр впервые за историю своего царствования произвёл распределение гражданской и военной власти в одной из своих сатрапий, что впоследствии стало общепринятой практикой. Ада Карийская стала правительницей области, в то время как Полемей — военным губернатором. По мнению Н. В. Ефремова, данная гипотеза не совсем соответствует действительности. По его мнению, Полемей был назначен не военным губернатором, а военачальником оставшихся в Карии македонских войск. Хоть формально Полемей и был подчинённым Ады, он действовал самостоятельно по своему усмотрению. По утверждению Страбона, Александр поручил завершение осады Галикарнаса Аде, а не Полемею. Существует предположение, что Ада и Полемей захватили галикарнасские цитадели в конце 334 года до н. э., однако были вынуждены оставить их в конце 333 году до н. э., после чего захватывали их повторно в середине 332 года до н. э..
Полемей победил Оронтобата, после чего к 332 году до н. э. захватил Минд, Кавн, Феру, Каллиполь, Кос и Триопион. Под его руководством македоняне убили до 700 пеших воинов, 70 всадников и взяли в плен около тысячи персов.
Больше в античных источниках Полемей нигде не упомянут. Возможно, он и дальше оставался в Карии и продолжал командовать контингентом македонских войск в области. Отсутствие информации о Полемее после завершения осады Галикарнаса, по мнению Р. Биллоуза, выглядит довольно странным. Брат Полемея Антигон после смерти Александра в 323 году до н. э. был одним из главных участников войн диадохов, а сын Полемея, также Полемей, был одним из наиболее влиятельных военачальников Антигона. Возможно, в это время Полемей, сын Филиппа, был недееспособен и жил в уединении, либо входил в свиту Антигона. Учитывая, что Полемей смог лично присутствовать на похоронах отца во время военной кампании в Карии, на момент смерти Полемей, сын Филиппа, проживал в этой области. Возможно, Полемей помогал сыну во время военной кампании в Карии советами об особенностях области, где он сам был стратегом.

### Исследования
- Ефремов Н. В. Прескрипты некоторых раннеэллинистических надписей Карии. Попытка исторической интерпретации // Вопросы эпиграфики  / Под редакцией кандидата исторических наук А. Г. Авдеева. — М.: Русский фонд содействия образованию и науке, 2008. — Вып. 3. — ISBN 978-5-91244-010-6.
- Холод М. М. Империя Александра Великого: сатрапии и зависимые территории (часть I) // Проблемы истории, филологии, культуры. — 2022. — № 2. — С. 108—126. — doi:10.18503/1992-0431-2022-2-76-108–126.
- Billows R. Antigonos the One-eyed and the Creation of the Hellenistic State (англ.). — Berkeley; Los Angeles; London: University of California Press, 1997. — ISBN 0-520-06378-3.
- Heckel W. Who's Who in the Age of Alexander and his Successors. From Chaironea to Ipsos (338—301 BC) (англ.). — Barnsley: Greenhill Books, 2021. — 554 p. — ISBN 978-1-78438-648-1.
- Volkmann H[нем.]. Ptolemaios 5 // Paulys Realencyclopädie der classischen Altertumswissenschaft :  [нем.] / Georg Wissowa. — Stuttgart : J. B. Metzler’sche Verlagsbuchhandlung, 1959. — Bd. XXIII, 2. — Kol. 1594.